# Potern
Potern är en mindre dörr, grind eller välvd portgång i en befästning som till exempel en stadsmur eller en kurtin. Poterner byggdes ofta dolt så att man kunde komma och gå obemärkt. Vid en belägring kunde poternen fungera som en säker in-/utgång, vilken gjorde det möjligt för försvararna att utföra överraskningsanfall. Eftersom poternerna vanligen byggdes på en mindre utsatt, dold plats, var de ofta ganska små och därför lätta att försvara.